# Ulf Schmidt
Ulf Christian Johan "Uffe" Schmidt, född 12 juli 1934 i Stockholm, är en svensk tennisspelare. Han tävlade för KLTK, och en kort tid för AIK. Ulf Schmidt tillhörde världseliten bland amatörer under andra halvan av 1950-talet och de första åren av 1960-talet. 
Schmidt invaldes 2004, 70 år gammal, i Swedish Tennis Hall of Fame.

## Karriär
Schmidt vann 14 SM-titlar under perioden 1956–1962, segrade i Swedish Open i Båstad i herrsingel 1957 och 1961 och vann amerikanska inomhusmästerskapen 1956. Den senare titeln vann han genom att finalbesegra Sven Davidson. Två år senare blev han och Sven Davidson de första svenskarna som tog hem en titel i Wimbledonmästerskapen genom att oseedade vinna herrdubbeln. Svenskarna besegrade i finalen det australiska paret Ashley Cooper/Neale Fraser med siffrorna 6-4, 6-4, 8-6. Därigenom blev han också den tredje svensk någonsin som vunnit en Grand Slam-titel (Sven Davidson hade året innan segrat i herrsingel i Franska mästerskapen i Paris. År 1948 hade Lennart Bergelin i par med Jaroslav Drobny vunnit dubbelfinalen i Paris).  
Schmidt spelade under perioden 1955–1964 totalt 102 Davis Cup-matcher för Sverige, vilket är mer än någon annan svensk spelare har gjort. Han vann 66 av dessa varav många i dubbel med Sven Davidson eller Jan-Erik Lundqvist. Tillsammans med Lundqvist blev Schmidt i början av 1960-talet en av Sveriges mest folkkära idrottsmän. Under de åren kom han dock allt mindre att ägna sig åt tennis och mer åt sitt familjeföretag och han fick därför ofta övertalas att ställa upp i Davis Cup.

## Tennisspelaren Schmidt
Han hade ett utpräglat offensivt spelsätt och gjorde ofta nätrusher. Han hade en mycket effektiv smash som tillhörde tennisvärldens bästa. Hans spel passade för de långsammare grusbanorna men också för snabbt grässpel. Särskilt framgångsrik på gräs blev han som dubbelspelare men han nådde också kvartsfinalen i herrsingel i Wimbledon 1957.

## Grand Slam-titlar
- Wimbledonmästerskapen:
  - dubbel - 1958 (med Sven Davidson)

### Fotnoter
1. ↑  1958, när han och Sven Davidson vann dubbeltiteln i Wimbledon, representerade han AIK.[2]